# Мирко Пејановић
Мирко Пејановић (Матијевићи код Кладња, 1946) босанскохерцеговачки је политиколог и политичар.

## Биографија
Мирко Пејановић је редовни професор на Факултету политичких наука Универзитета у Сарајеву.
На првим вишестраначким изборима 1990. године био је кандидат Савеза комуниста Босне и Херцеговине — Странке демократских промјена за српског члана Предсједништва Босне и Херцеговине.
Након што су предсједништво напустили Биљана Плавшић и Никола Кољевић, заједно са Ненадом Кецмановићем кооптиран је као српски члан Предсједништва. Заједно са другим Србима лојалним Републици Босне и Херцеговине основао је Српско грађанско вијеће 1994. године.